# 女鬼橋 開魂路
《女鬼橋 開魂路》是一款由台灣遊戲公司大宇資訊開發及發行的第一人稱隱蔽類恐怖遊戲，於2022年8月25日在Steam平台發行，遊戲改編自電影《女鬼橋》，描述發生在以十大校園恐怖傳說聞名的東湖大學。玩家在遊戲中將身臨其境穿梭在大學校園中，切身感受令人毛骨悚然的校園恐怖事件，2023年3月23日官方正式宣佈即將推出續作《女鬼橋2 釋魂路》，並同樣由電影《女鬼橋》的續作電影《女鬼橋2：怨鬼樓》來改編。

## 遊戲玩法
玩家在遊戲中可以輪流扮演遊戲主要的六名角色：趙芯喬、李天明、季德全、孟柏汝、黎文耀、鄭琳恩，並通關推進劇情線，遊戲中玩家手無寸鐵，唯一的出路就是觀察四周，利用隱蔽空間躲避女鬼的獵殺，在被女鬼抓到前逃離危險。透過探索暗夜中的校園，獲得物品與資訊，破解機關謎題，以及來自女鬼的詛咒。探查環境尋找線索，蒐集關鍵物品，逐一解開隱藏在校園靈異傳說的謎團，最終拼湊出背後的真相。

## 角色配音
| 演员姓名 | 角色名称             |
| -------- | -------------------- |
| 連思宇   | 趙芯喬、模特人偶     |
| 吳柏陞   | 錢人杰               |
| 陳貞伃   | 孟柏汝、連舒宇       |
| 林沛笭   | 鄭琳恩、石語晴       |
| 喬資淯   | 季德全               |
| 賈文安   | 李天明               |
| 李昀     | 黎文耀               |
| 李世揚   | 王金龍、（配音導演） |
| 黃牧祈   | 陳馨蕙、余海樂       |

## 評價
根據遊戲Steam頁面超過1503篇使用者評論，有90%使用者給予本作好評，綜合為"極度好評"評價。

## 外部連結
- 官方网站